# Chiroiu-Ungureni
Chiroiu-Ungureni – wieś w Rumunii, w okręgu Jałomica, w gminie Drăgoești. W 2011 roku liczyła 42 mieszkańców.